# Hafen Regensburg

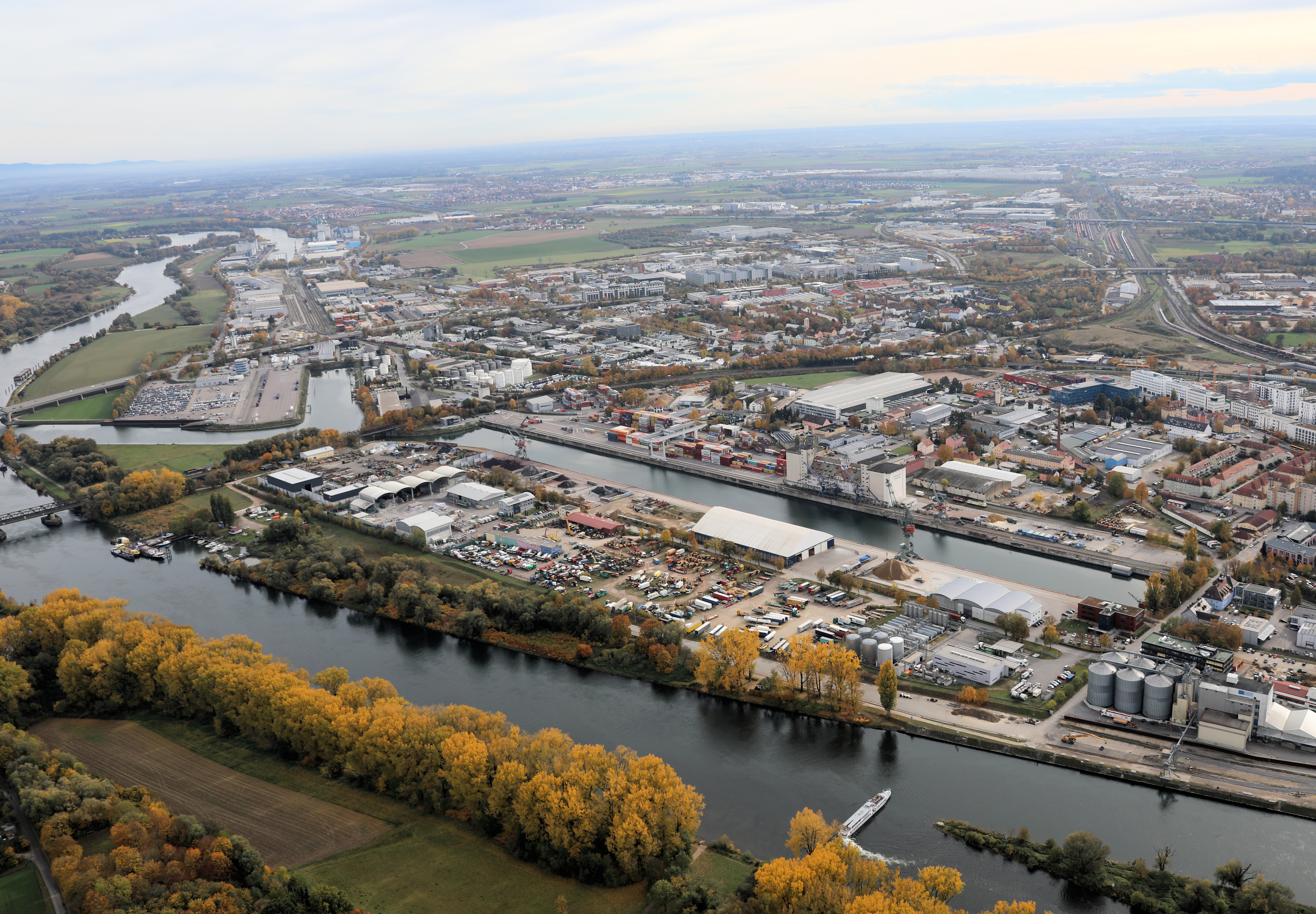
Hafen Regensburg (2023)

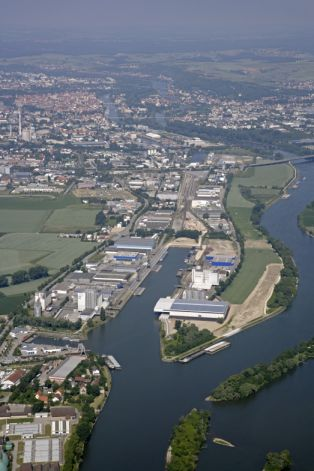
Luftbild Osthafen, Bayernhafen Regensburg

Hafen Regensburg: Lage im Stadtgebiet

Der heutige Regensburger Hafen entstand im Laufe des 19. und des 20. Jahrhunderts. Der Hafen umfasst zwei spät entstandene große Hafenstandorte an der Donau östlich der Nibelungenbrücke im äußeren östlichen Bereich des Stadtgebiets von Regensburg in Bayern und einen kleineren Standort an der sog. östlichen Donaulände am Ende der östlichen Altstadt. Vom Mittelalter bis zum Ende des 19. Jahrhunderts gab es hafenähnliche Anlagen auf allen Donauländen am südlichen Ufer der Donau im gesamten Gebiet der heutigen Altstadt von Regensburg und auch auf der Donauinsel Unterer Wöhrd. Diese frühen Donaulände-Hafenanlagen befanden sich alle westlich der heutigen Nibelungenbrücke, die erst 1938 erbaut wurde. Bereits vor der Nibelungenbrücke waren am Beginn des 20. Jahrhunderts auf Initiative von Bürgermeister Oskar von Stobäus östlich der späteren Nibelungenbrücke mit dem heutigen Westhafen (Luitpoldhafen) und dem Ölhafen moderne neue Hafenanlagen entstanden. Nach dem Zweiten Weltkrieg wurde der im Krieg schwer zerstörte Westhafen wieder aufgebaut und 1960 durch den Neubau des Osthafens drei Kilometer donauabwärts bei dem kleinen Ort Kreuzhof ergänzt.

## Lage
Der Hafen Regensburg bei Flusskilometer 2373 bis 2379 ist der nördlichste der an der Donau gelegenen Häfen und besteht aus mehreren Hafenbecken und Länden. Der Hafen gliedert sich im Wesentlichen in vier Teilabschnitte:
- ⊙ Osthafen, (erbaut 1960/61 und 1970–72) Zufahrt bei Donaukilometer 2773, rechts
- ⊙ Ölhafen, Zufahrt bei Donaukilometer 2776,4, rechts
- ⊙ Westhafen, erbaut 1906 bis 1910 (Luitpoldhafen), Zufahrt, bei Donaukilometer 2776,4, rechts
- ⊙ Personenschifffahrt, auf dem Südarm der Donau bei Kilometer 2779, links. Dort finden sich im Gebiet der Altstadt von Regensburg Liegeplätze der Schiffe für Ausflugs- und Kreuzfahrten an der ca. 1 km langen östlichen Donaulände.

## Geschichte

### Frühe Geschichte
Für die Zeit der Kelten und Römer ist die Nutzung der Donau zum Transport von Gütern zwar zu vermuten, jedoch ist die Existenz eines Hafens in der Keltenzeit bisher nicht bekannt und auch für die Zeit der Erbauung und Nutzung des römischen Legionslagers Castra Regina nicht eindeutig nachgewiesen. Allenfalls wird für die Römerzeit im Zusammenhang mit der Zivilsiedlung des Legionslagers eine Schiffslände westlich außerhalb des Legionslagers vermutet. Diese Hinweise auf einen Hafen wurden erhalten als man nach dem Zweiten Weltkrieg bei der Fundamentierung von Widerlagern für den Eisernen Steg am nördlichen Ende der Straße Weißgerbergraben 4 m unter dem Normalpegel der Donau auf römische Kleinfunde und auf Quadersteine stieß.

### Die mittelalterliche westliche Donaulände als Hafen

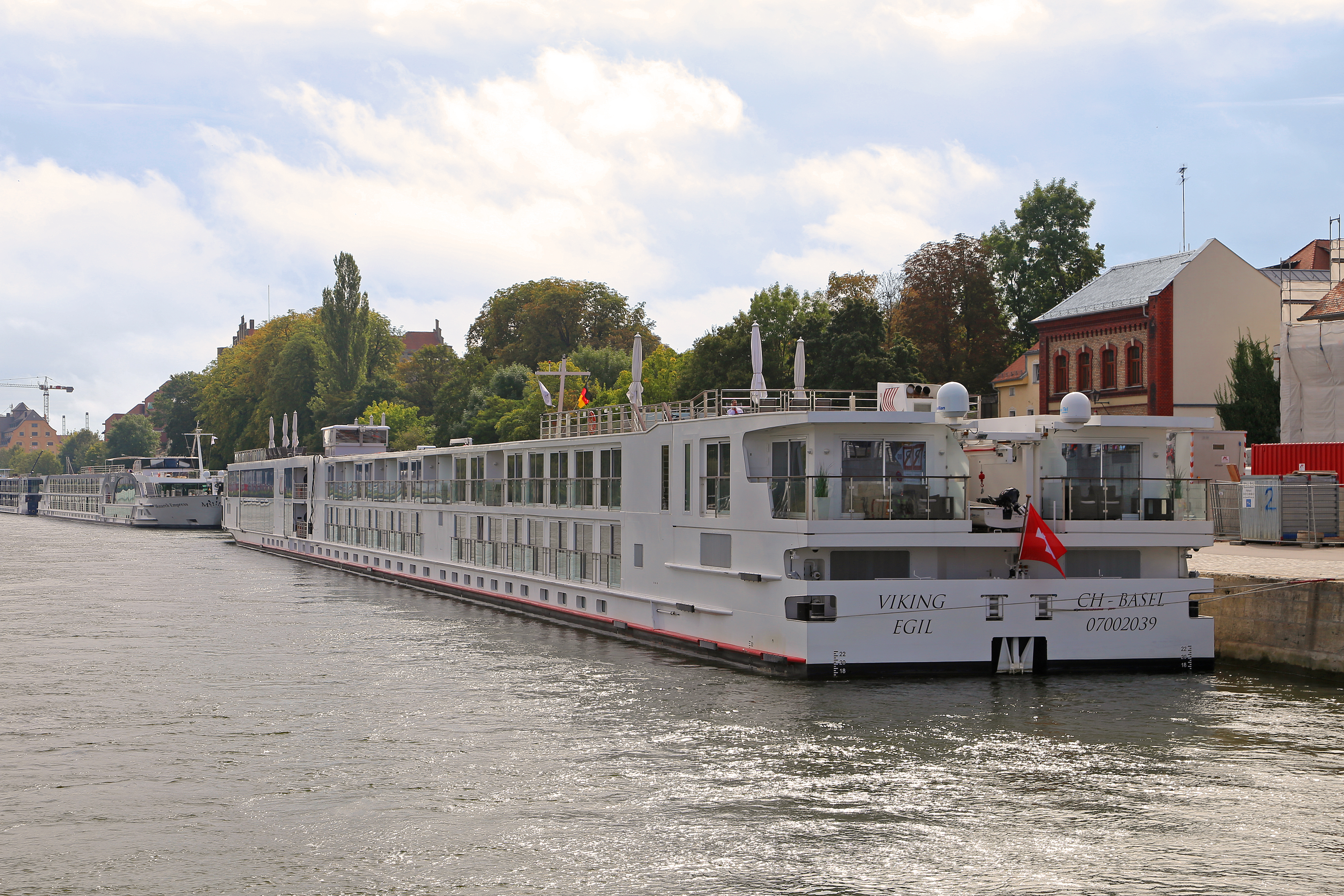
Westliche Donaulände Thundorferstraße

Nach dem Bau der Steinernen Brücke (1135 bis 1146) wurden im Bereich der Altstadt die westlich und östlich der Brücke befindlichen Uferbereiche mit Steinen so befestigt, dass die befestigten Bereiche – die sogenannten Länden, auch genannt: Gred oder Grät, – zum Festmachen und zum Be- und Entladen von Kähnen, also als Hafenanlagen genutzt werden konnten.
Ab 1293 erfolgte der Bau der mittelalterlichen Stadtmauer auch auf den Länden am südlichen Donauufer. Mit dem Mauerbau wurden besonders für die westliche Donaulände erweiterte steinerne Befestigungen der Uferbereiche erforderlich, denn dort entstanden zusammen mit der Stadtmauer auch Mauertore und anschließende neue Gebäude. Auch mussten die Länden, je nach Nutzung verschieden groß gestaltet werden. So hatten z. B. Holzlände und Eisengred einen großen Platzbedarf und wurden, wegen der Gefahr von Diebstahl, mit zusätzlichen Toren geschützt (Holztor). Für andere Güter wurden auf der Lände spezielle Tore geschaffen (Wein-Tor) und ebenso spezielle Bauten für Wägung (sog. Alte Waag, St. Albansgasse 9) Zollerhebung (Maut-Haus und Maut-Tor, Keplerstraße 12) oder für Lagerung, z. B. der historische Weinstadel in der Keplerstraße 14, der 1527 unmittelbar an die Stadtmauer angebaut wurde.
Inmitten der vielfältigen Hafenanlagen befanden sich der Fischmarkt, wo gefangene Fische angelandet, aufbereitet und verkauft wurden. Nahe westlich benachbart war auch das 1523 erbaute Fleischhaus, aus dem Blut und Abfälle mit Hilfe des Wassers vom Vitusbach direkt in die Donau geleitet wurden, ein Verfahren, das erst 1888 nach Neubau des Schlachthofes beendet wurde.

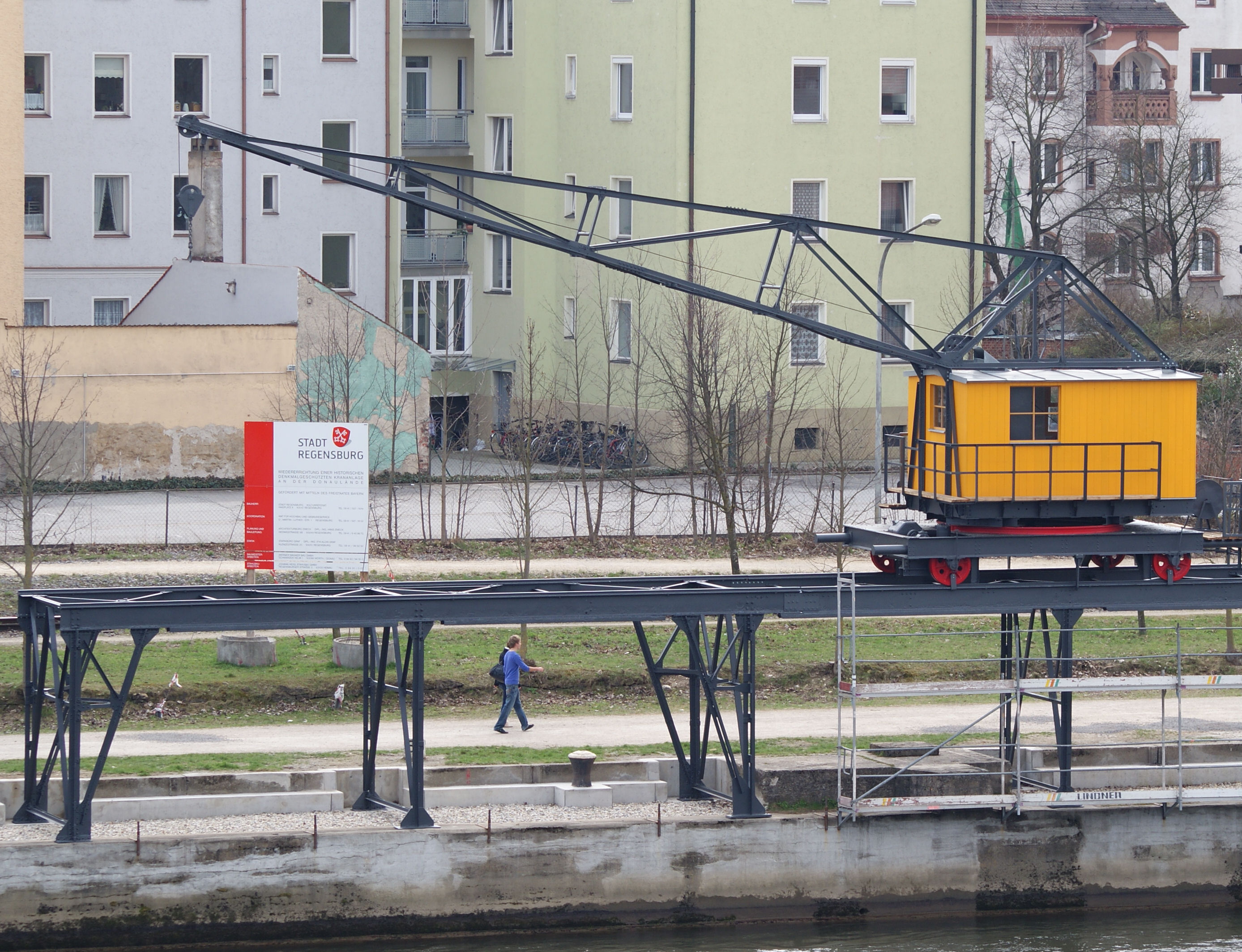
Historische Kranbahnanlage, östliche Donaulände

### 19. Jahrhundert, Die östliche Donaulände als Hafen
Mitte des 19. Jahrhunderts war Regensburg Endpunkt der Dampfschifffahrt auf der Donau. Damit bekam der Hafen für die Be- und Entladung der Schiffe eine zentrale Bedeutung. Mit der Anbindung des Hafens an die Streckenführung der bayerischen Ostbahn (Regensburg-München und Regensburg-Nürnberg) hatte die Bedeutung ab 1860 noch zugenommen. Mit dem Bau von Gleisanlagen für die Hafenbahn am südlichen Donauufer in Regensburg wurde diese zweite Bauphase der Ostbahn am 1. Oktober 1865 abgeschlossen.

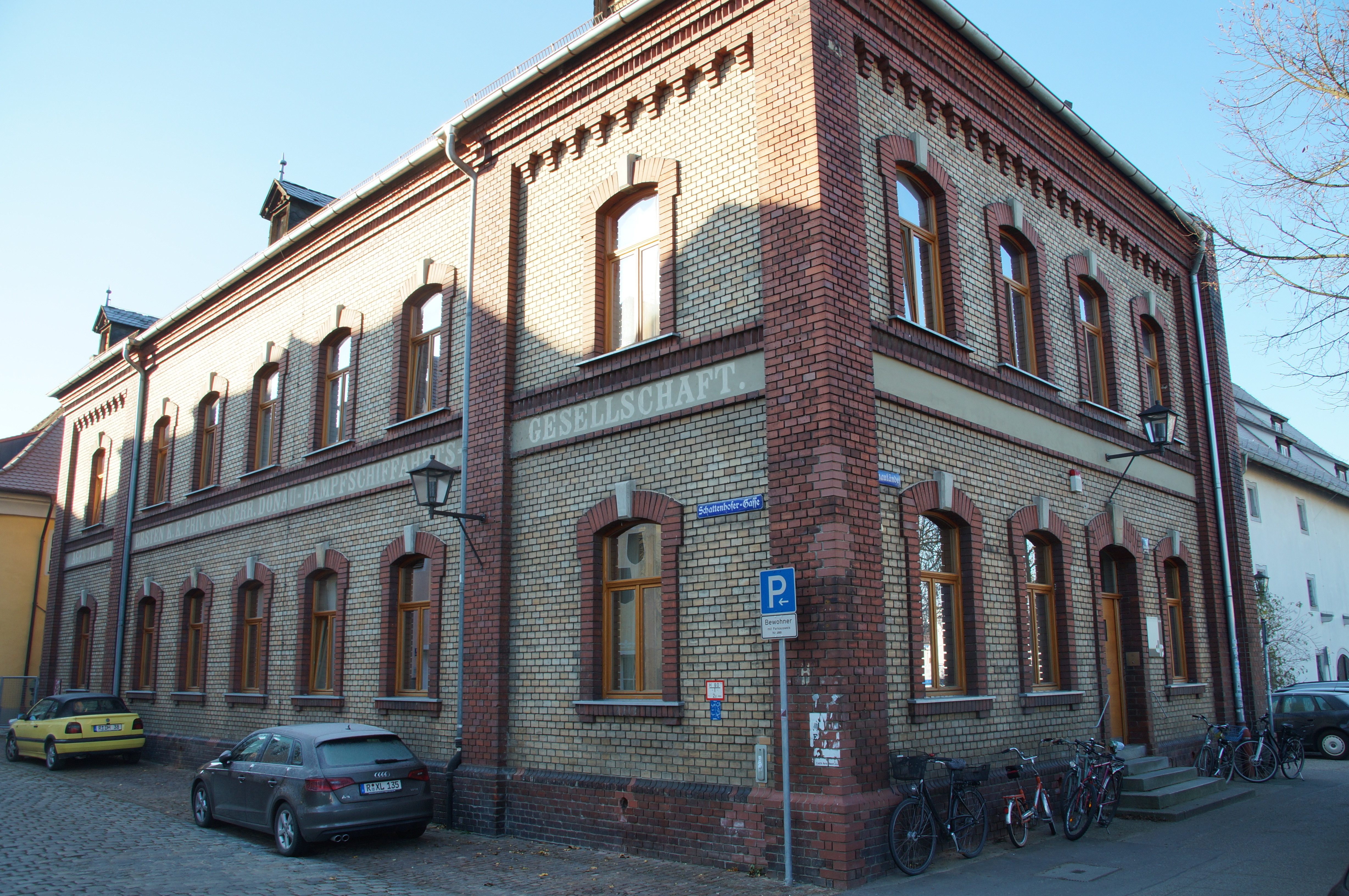
Verwaltungsgebäude der Donau-Dampfschiffahrts-Gesellschaft

Nach dem Abriss der donauseitigen Stadtmauern nach 1856 war in Regensburg am Südufer der Donau von der Königlichen Villa bis zur Eisernen Brücke im Bereich der östlichen Altstadt auf einer Länge von 1300 m die neue, mit Kaimauern befestigte östliche Donaulände entstanden. Sie konnte als Hafenanlage genutzt werden, denn dort bot sich ausreichend Platz wie z. B. für den dort bereits am Ende des 17. Jhd. entstandenen Österreicher Stadel (1672) und später auch für das Verwaltungsgebäude der Donau-Dampfschiffahrts-Gesellschaft. Zusätzlich konnte die östliche Donaulände auch noch ein Gleis der Hafenbahn aufnehmen, so dass auch Massengut angeliefert oder abtransportiert werden konnte.
Als 1868 Bürgermeister Oskar von Stobäus sein Amt antrat, gab es neben der Donaulände am Südufer der Donau auch noch den sog. Winterhafen am Nordufer der Donau im Bereich der Donauinsel Unterer Wöhrd. Dieser sehr kleine Hafen war kein Güterumschlagshafen. Er war im Besitz der Süddeutschen Donaudampfschifffahrtsgesellschaft, die dort eine Werft betrieb, und konnte wegen der Insellage auch nicht erweitert werden. Als gegen Ende des 19. Jhd. bereits drei Schifffahrtsgesellschaften den regelmäßigen Güterverkehr zwischen Regensburg, Passau, Ungarn und Rumänien aufgenommen hatten, wurde schnell klar, dass die Donaulände den Güterverkehr, der jährlich 1,5 Millionen Doppelzentner erreichte, nicht mehr bewältigen konnte. Außerdem musste in Regensburg, im Unterschied zu anderen Flüssen und Häfen, der Schiffsverkehr auf der bayerischen Donau im Winter für zwei bis drei Monate ruhen. Dieser Stillstand hatte besonders ungünstige Folgen für den Handel mit Petroleum, das aus Rumänien importiert wurde und im Winter dringend für Motoren und für die Beleuchtung der Wohnungen Stadt benötigt wurde. Deshalb genehmigte der Rat der Stadt 1897 die Errichtung von Tank- und Raffinerieanlagen an der Donaulände, die im Sommer beschickt wurden und deren Vorräte an den Bedarf angepasst werden konnten. Damit war der erste Ölhafen entstanden.

#### Erstes Stadtlagerhaus
1890 entschloss sich der Rat der Stadt Regensburg auf der Donaulände westlich des Österreicher Stadels ein Speichergebäude mit drei Giebeln zur Lagerung und Verteilung von Getreide zu errichten nach Vorbild norddeutscher Hafenspeicher. Es handelte sich um einen in der Sicht der Bevölkerung gewaltigen Bau aus hellgelben und roten Ziegeln, der sich aber bereits 10 Jahre später als zu klein erwies. Die Technik war anfänglich altmodisch (hölzerne Windmaschinen) und musste im Laufe der Jahre mehrfach angepasst werden, z. B mit einem elektrisch betriebenen Sackelevator. Noch im 20. Jahrhundert soll vor dem Gebäude ein riesiger Saugkran aus Blech gestanden haben. Bei der Einlagerung des gedroschenen Getreides wurde das Getreide mit einer Windmaschine gereinigt, die wahrscheinlich bald nach der Inbetriebnahme des Elektrizitätswerkes (1900) auch elektrisch angetrieben werden konnte. Die portionierte Abgabe von Getreide an Schiffe oder Fuhrwerke konnte dann mit Hilfe der Schwerkraft über Wendelrutschen erfolgen.
Gegen Ende des Zweiten Weltkrieges wurde das Lagerhaus völlig zerstört. Die Fundamente des Lagerhauses wurden erst nach 2012 in Vorbereitung der Erbauung des Museums der Bayerischen Geschichte entfernt.
Am Ende des 19. Jahrhunderts erstreckte sich die östliche Donaulände – auch genannt Ländestraße – im Westen bis hin zur Eisernen Brücke und hatte damit einen direkten Schienenanschluss an die Altstadt von Regensburg. In der Folge entstanden dort in unmittelbarer Nähe der Altstadt auch Fabrikationsbetriebe, wie z. B. die Essigfabrik Hengstenberg. 1912 wurde am östlichen Ende der Donaulände, dort wo 1935 die Nibelungenbrücke entstand, eine hochgesetzte Kranbahnanlage mit zwei Kränen errichtet, die erstmals den unmittelbaren Warenumschlag zwischen Schiff und Eisenbahn möglich machte. Die noch heute vorhandenen Reste der Anlage wurden erst Ende der 1990er Jahre als schützenswertes Industriedenkmal erkannt.
Heute ist die Donaulände als Transport- und Zufahrtsstraße ausgebaut, mit Liegeplätzen für Ausflugs- und Kreuzfahrtschiffe.

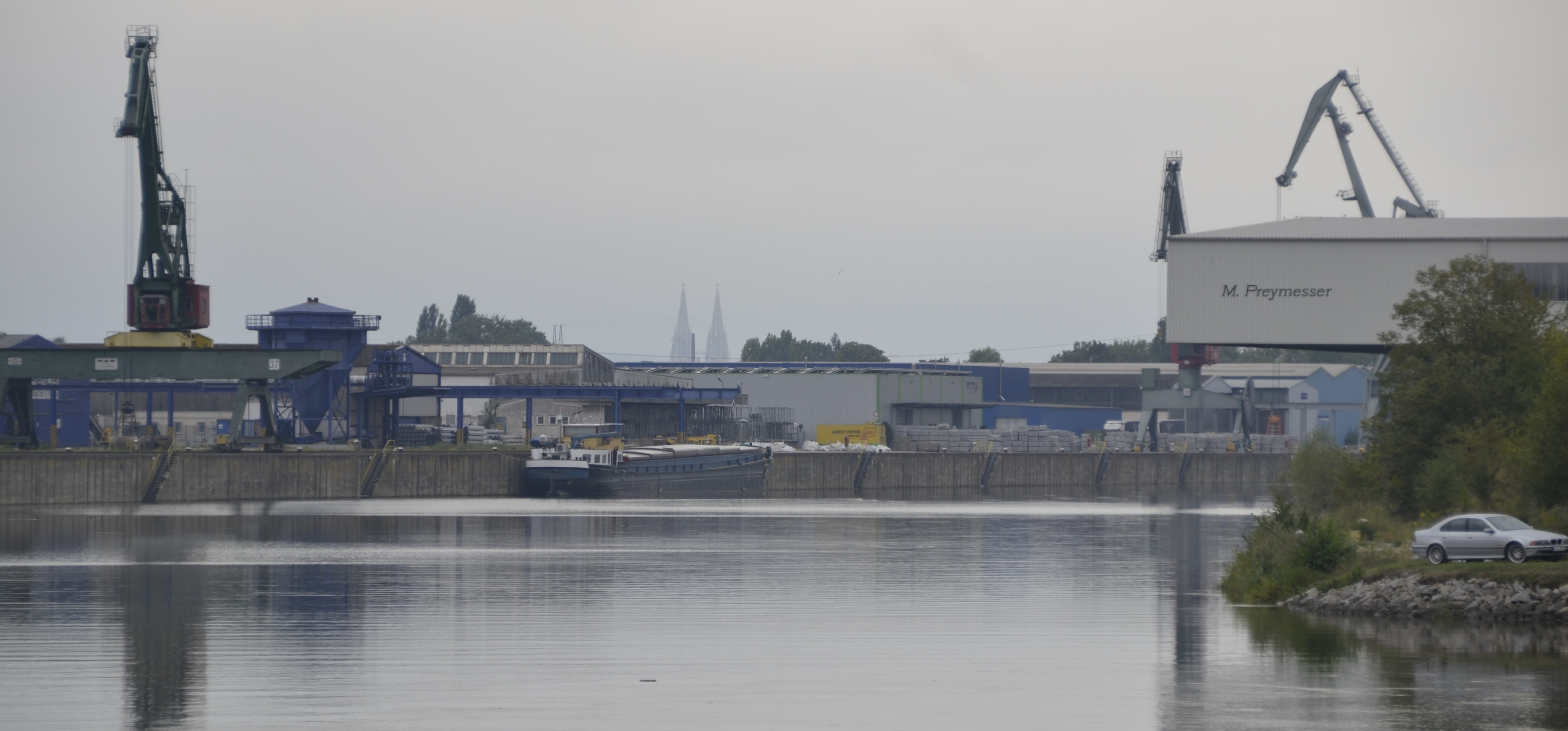
Hafeneinfahrt Osthafen

### 20. Jahrhundert, Westhafen mit Ölhafen

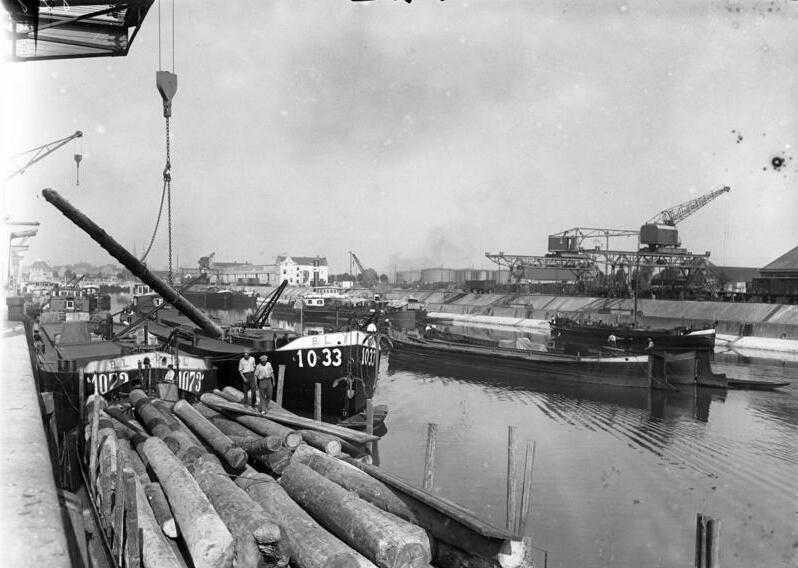
1926, Westhafen? Entladen Holz-Frachtschiff (Bundesarchiv)

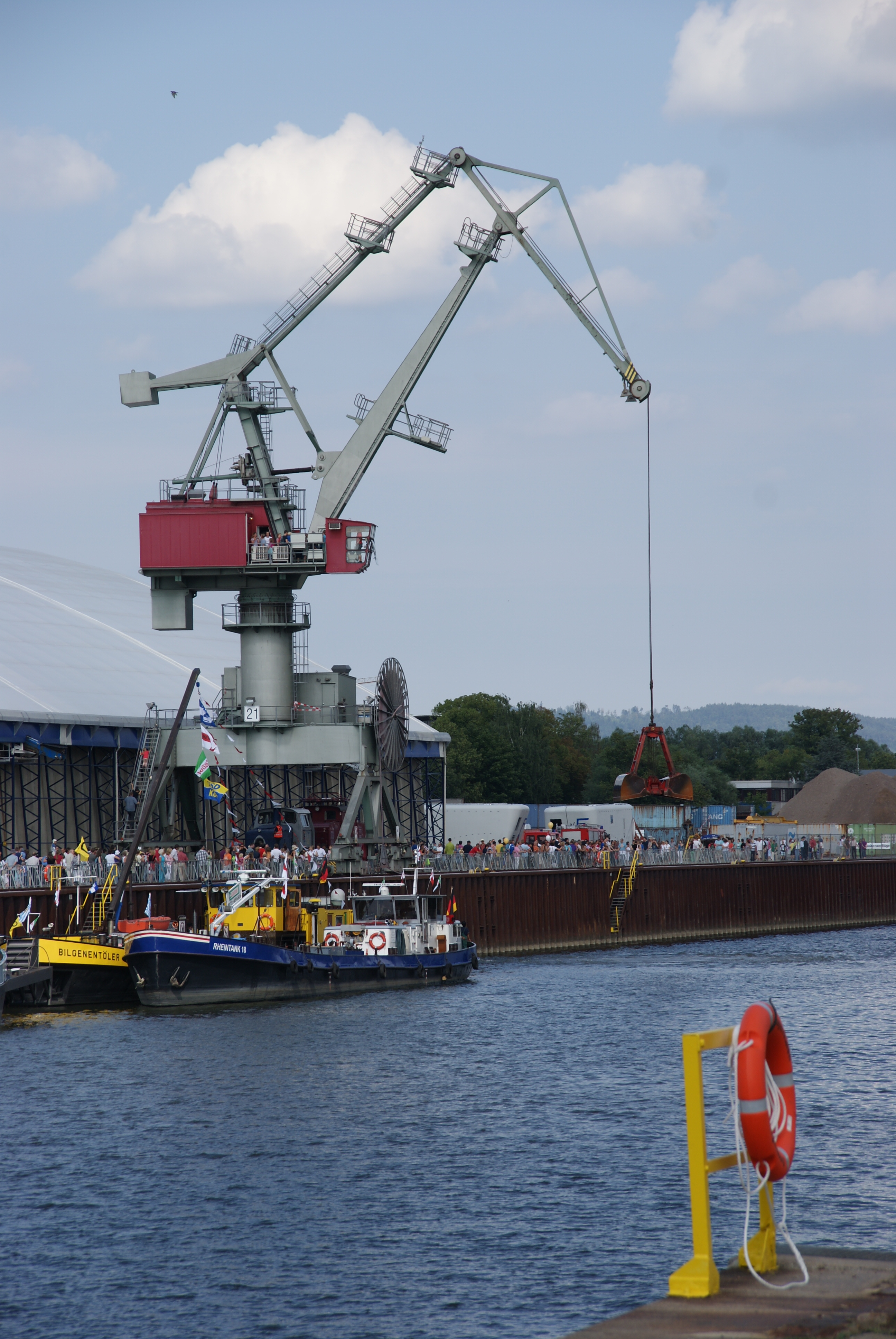
Moderner Hafenkran im Westhafen

An der Wende vom 19. zum 20. Jahrhundert war die Kapazität der Donaulände als Hafen mit einem jährlichen Warenumschlag von rund 150.000 t erschöpft. Bereits seit Längerem war absehbar, dass der Bau eines Hafens nötig wurde. im Zeitraum von 1899 bis 1904 erfolgten mehrere Petitionen von Oberbürgermeister Oskar von Stobäus an die Bayerische Staatsregierung, mit dem Hafenbau zu beginnen. Stobäus hatte in seiner Amtszeit (1868–1903) bereits 1901 damit begonnen, am geplanten Standort des neuen Hafens im Osten der Stadt Grundstücke aufzukaufen. Auch für seinen Nachfolger als Oberbürgermeister Hermann Geib hatte der Hafenbau höchste Priorität, weil er im Sinne der sozialdemokratischen Kräfte in der Stadt die Industrialisierung von Regensburg vorantreiben wollte. 1906 kam es mit der Bayerischen Staatsregierung zum Abschluss eines Bauvertrags. Die Stadt stellte zum Hafenbau unentgeltlich 110 Tagwerk (374.880 m²) zur Verfügung und übernahm auch noch weitere finanzielle Lasten für Straßen-, Kanal- und Wasseranschluss. Dafür mussten die Umlagesätze der direkten Gemeindesteuer erhöht werden, was Widerspruch im gehobenen, liberalen Bildungs- und Wirtschaftsbürgertum hervorrief, der aber von Bürgermeister Geib überwunden wurde.
1906 wurde mit dem Bau der neuen hochwasserfreien Hafenanlage begonnen, mit einem Becken 580 m lang und 80 m breit. Für die Anlieferung, Lagerung und Bearbeitung des zu dieser Zeit wichtigsten Handelsproduktes, des feuergefährlichen, für Regensburg so wichtigen Massenproduktes Petroleum für Dieselmotoren aus Rumänien, wurde ein räumlich abgetrennter Petroleumhafen mit einem Becken, 350 m lang und 60 m breit, gebaut. Für die Rückfahrt wurden die Tankschiffe mit diversen Industrieprodukten beladen.

#### Zweites Stadtlagerhaus

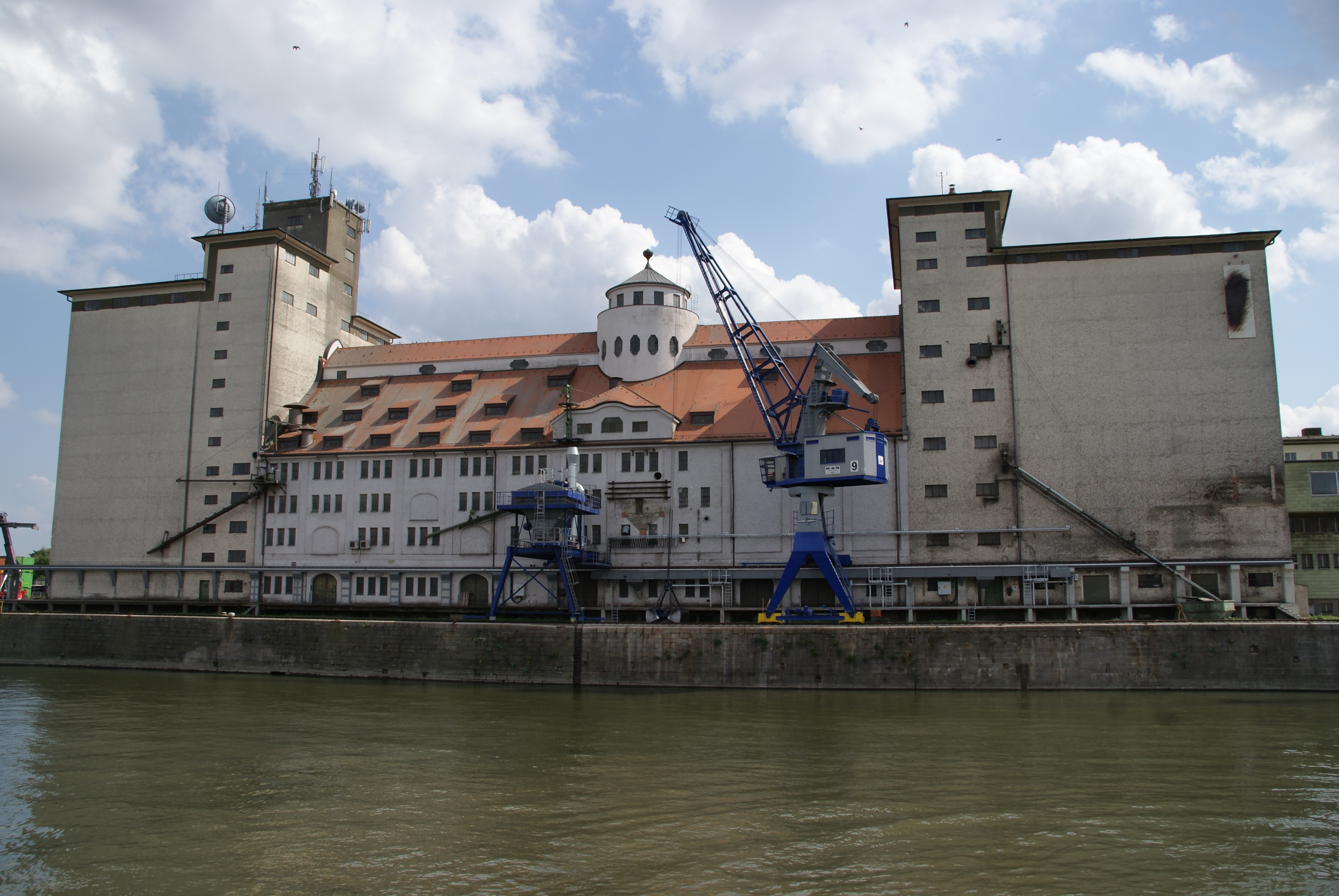
Stadtlagerhaus Regensburg Westhafen

Gleichzeitig mit dem Hafenbau erfolgte auch der Bau des neuen Stadtlagerhauses. Das 1890 erbaute und, wie sich gezeigt hatte, zu klein gerate ältere Lagerhaus auf der östlichen Donaulände musste ersetzt bzw. ergänzt werden. Mit der Anbindung von Regensburg an die neuen Linien der bayerischen Ostbahn und dann mit der Inbetriebnahme des Elektrizitätswerkes im Februar 1900 hatte in den zurückliegenden 20 Jahren ein Wandel bei der Beförderung von Getreide eingesetzt, das in Ungarn angebaut und bisher per Schiff auf der Donau nach Regensburg transportiert worden war. Durch die neuen Bahnverbindungen war dem Schiffstransport so große Konkurrenz entstanden, dass in Regensburg sogar eine Diskussion über den Abriss der Steinernen Brücke oder den Bau eines Umgehungskanals begann, um den Schiffstransport weiterhin konkurrenzfähig zum Bahnverkehr zu erhalten. Letztendlich wurde eine schneller zu verwirklichende und weniger konfliktreiche Lösung gewählt, die aber allein von der Stadt finanziert werden musste. Mit dem Bau eines neuen, modernen Stadtlagerhauses auf dem Gebiet des neuen Hafens und mit neuen technischen Angeboten zur Lagerung und Bearbeitung von Getreide, die mit dem Bau des ersten Elektrizitätswerkes in Regensburg nach 1900 möglich erschienen, sollte das Problem gelöst werden. Ziel war es, den Schiffstransport von Getreide auf der Donau mit Regensburg als Kopfhafen attraktiv zu machen und den Hafen Regensburg als Umladestation für Getreide vom Schiff auf die Bahn zu erhalten.
Für die Planung des neuen Stadtlagerhauses war die Firma Simon / Müller / Baumann, eine Mühlenbau- und Maschinenfabrik aus Frankfurt zuständig. Der Name des Architekten ist nicht bekannt. Die schwierigen Arbeiten zur Grundierung und Grundwasserisolierung übernahmen eine Eisenbetonbaufirma aus München und eine Firma aus Eberswalde. Auffällig ist, dass die von den potentiellen Nutzern erhobenen Anforderungen an Gebäude, Maschinen und Einrichtungen bei weitem nicht so hoch waren, wie sie das fertige Lagerhaus dann erfüllen konnte. Die beiden seitlichen mächtigen Silogebäude, denen ein Verwaltungsgebäude weichen musste, entstanden erst 1935 bis 1939 und sollten wohl nationalsozialistische Kraftreserven demonstrieren. An Nord- und Südseite des Gebäudes verlaufen Bahnschienen, wo die Eisenbahnwaggons über elektrisch betriebene Halbportalkräne mit Gütern aller Art beladen werden konnten.
Die Einlagerung von angeliefertem geschüttenem Getreide in Schiffen und Kähnen erfolgte mit Hilfe eines elektrisch betriebenen Elevators mit der Höchstleistung von 80 Tonnen pro Stunde und war verbunden mit automatischer Wägung und gewünschter Einsackung. Die Lagerordnung von 1911 umfasste unter anderen folgende Standard-Angebote: Ausladen, Sackieren, Wiegen, Auslagern, Umfassen in andere Säcke, Mischen, Umladen, Lüften, Sackflicken, Zolldeklaration, Bemusterung, Markieren, Bezetteln, Säcke zunähen. Weitere Angebote: In Putzereianlagen konnten stündlich 300 Zentner Getreide von Staub gereinigt und nach Größe sortiert werden. Für Getreide, das von Schädlingen befallen war, standen Trockner, Begasungsanlagen und ein Labor zur Verfügung. Insgesamt war das Lagerhaus ein hochtechnisiertes Gebäude mit einer elektrischen Zentralschaltanlage als Zentrum, von der aus sämtliche Maschinen bedient werden konnten. Der anfängliche Monatsumsatz betrug ca. 15.000 Tonnen. Der gesamte Maschinenpark des Stadtlagerhauses ist erhalten und steht wie das Gebäude selbst unter Denkmalschutz.
Am 6. Juni 1910 wurde der neue Hafen, nach dem damaligen Prinzregenten Bayerns Luitpoldhafen genannt, eröffnet. Die Inbetriebnahme des neuen Stadtlagerhauses verzögerte sich bis zum März 1911, weil sich die Bautrupps des städtischen Großbauprojekts und die staatlichen Bautrupps des Hafenbauprojekts mehrfach gegenseitig behinderten. Die nach der Inbetriebnahme von Hafen und neuem Stadtlagerhaus erhofften Ansiedlungen weiterer industrieller Betriebe traten im Laufe der folgenden Jahre tatsächlich ein. Vor dem Hafenbau gab es 1903 in Regensburg 680 Fabriken und Gewerbebetriebe mit 5053 Beschäftigten, 1908 waren es bereits 1062 Fabriken und Betriebe mit 9115 Beschäftigten und 1911 waren es 1379 Fabriken und Betriebe mit 8746 Beschäftigten.
Die ersten Betriebsjahre des Stadtlagerhauses verliefen nicht sehr erfolgreich. Im Jahr 1911 fand der Schiffsverkehr wegen Niedrigwasser nicht statt und auch im Folgejahr setzte der Verkehr erst im Juni ein und endete im Oktober. Die Balkankriege der Jahre 1912 und 1913 ließen einen Schiffsverkehr ebenfalls nicht zu. Die Stadt Regensburg sah sich gezwungen, den städtischen Eigenbetrieb unter Beteiligung eines Bankenkonsortiums umzuwandeln in die "Städtische Lagerhaus Regensburg GmbH". Ein vorliegendes Gutachten brachte den Nachweis, dass der hochtechnisierte Lagerhaus-Neubau als ein städtisches Prestigeprojekt ohne Berücksichtigung betriebswirtschaftlicher Erfordernisse errichtet worden war. Die Lage verschlimmerte sich, als im Ersten Weltkrieg das Lagerhaus von der Militärverwaltung beschlagnahmt und erst 1919 wieder an die Stadt zurückgegeben wurde. Ein neuer Gesellschaftervertrag unter dem Namen "Stadtlagerhaus Regensburg GmbH wurde 1920 geschlossen mit der Stadt als alleiniger Gesellschafterin. Beim Wettbewerb mit konkurrierenden Lagerhäusern der DDSG, die damals das Lagerhaus auf der östlichen Donaulände von der Stadt gepachtet hatte, betrieb man eine kluge Geschäftspolitik und gewährte zahlreichen Getreideimportfirmen so günstige Konditionen, dass 1926 60 % vom Gesamtumschlag an Getreide (95.000 Tonnen) auf die Lagerhaus-GmbH entfiel. Am Beginn des Zweiten Weltkrieges war der Hafen Regensburg der wichtigste Endhafen der Donauschifffahrt, hatte seine Geschäfte unter Einsatz neuer Spezialmaschinen erweitert auf Hülsenfrüchte, Sämereien Gewürze, Trockenfrüchte und Tabak, die aus den Balkanländern günstig importiert werden konnten.
Nachdem im Zweiten Weltkrieg neben kleineren Lagerhäusern nur das Verwaltungsgebäude zerstört worden war, wurde in den Nachkriegsjahren der Getreideumschlag wieder aufgenommen, bis nach 1970 eine neue EG-Getreide-Marktordnung einen starken Strukturwandel im Getreidemarkt auslöste, die dazu führte, dass das geerntete Getreide in kleinen Lagerhäusern des örtlichen Landhandels zurückgehalten wurde. Große Lagerhäuser wurden zu starken Rationalisierungen oder wie in Regensburg zu Betriebseinstellungen gezwungen. Heute gehört das Lagerhaus zur LSR-Lagerhaus und Schifffahrtsgesellschaft mbH Regensburg. Die Zukunft und Nutzung des denkmalgeschützten Gebäudes (D-3-62-000-1563) in der Wiener Straße 5 (siehe Liste der Baudenkmäler in Regensburg-Ostenviertel) ist ungewiss.

#### Bau des Osthafens und Einfluss des Rhein-Main-Donau-Kanals

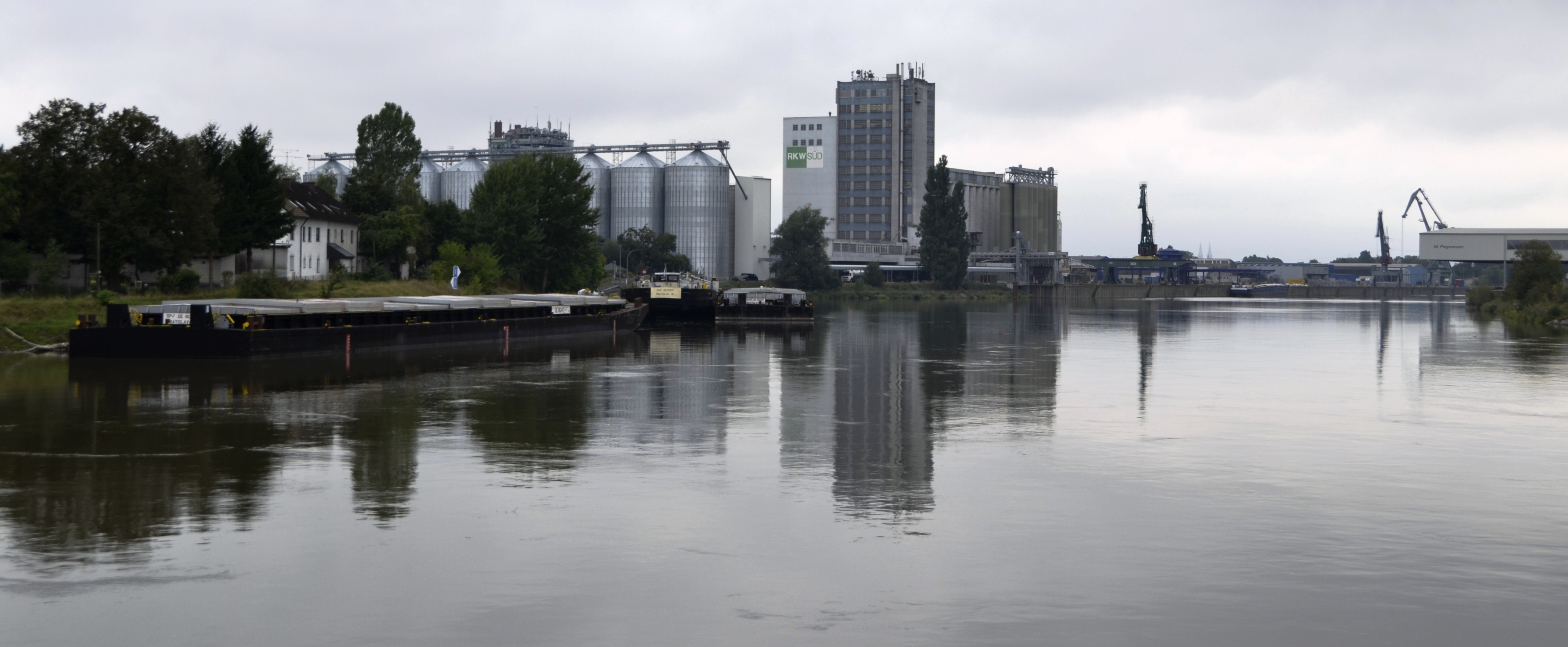
Hafeneinfahrt Osthafen

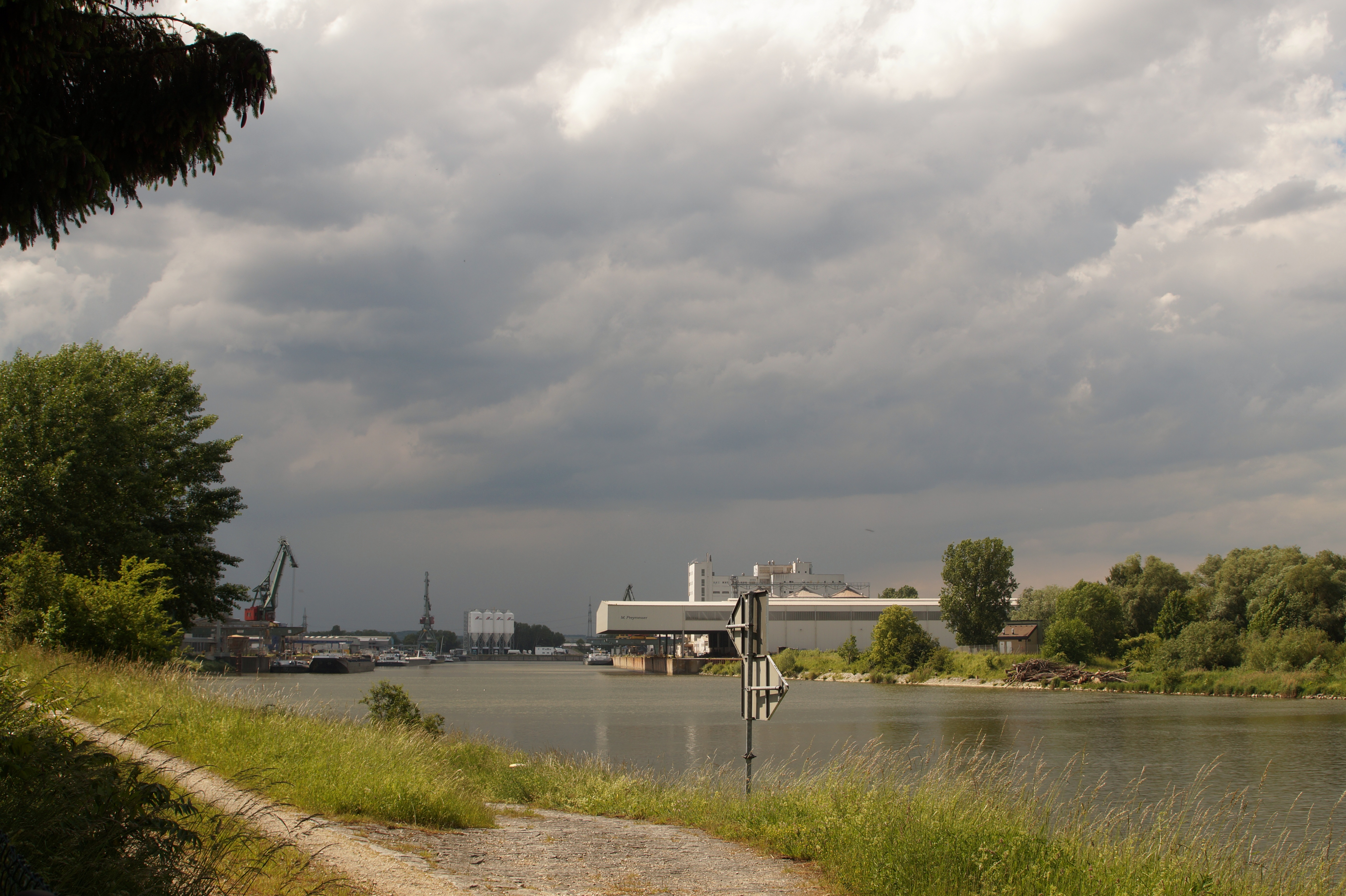
Kreuzhof, Osthafen

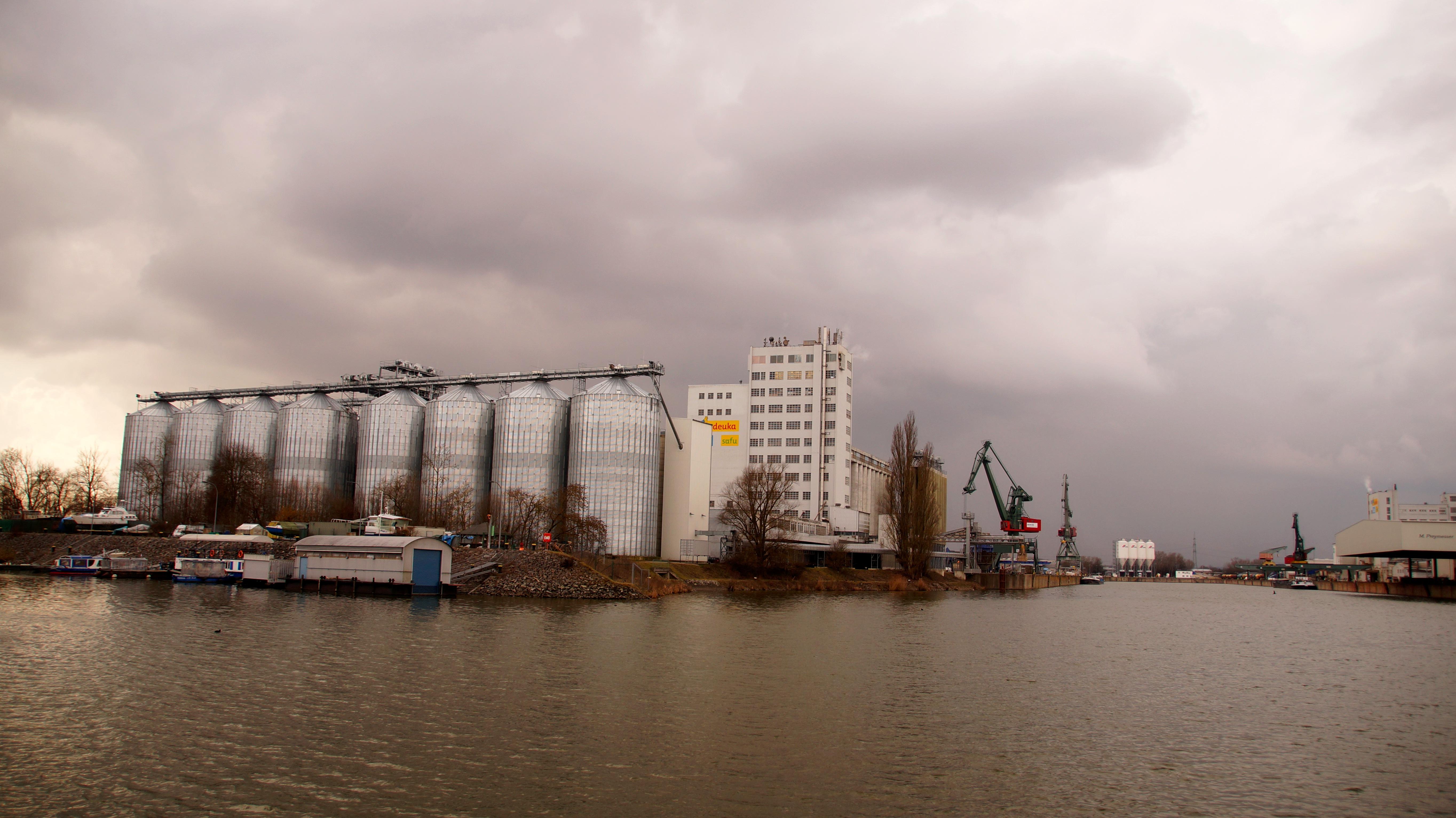
Kreuzhof, Osthafen

Zwischen 1919 und 1923 wurde das Becken des Westhafens um ca. 220 m auf 800 m verlängert.
Im Zweiten Weltkrieg wurde der Westhafen weitgehend zerstört. Nach dem Wiederaufbau wurde der Schiffsgüterumschlag von 1938 mit 1,3 Millionen Tonnen bereits ab 1950 wieder übertroffen. Bis zum Ende der 1950er Jahre stieg der Güterumschlag weiter auf 3 Millionen Tonnen an. Da die zwischenzeitliche städtebauliche Entwicklung der Stadt Regensburg eine Vergrößerung des Westhafens nicht zuließ, wurde in zwei Bauabschnitten (1960/61 und 1970–72) ca. 3 km flussabwärts der Osthafen neu gebaut mit Hafenbecken (750 m lang und 90 m breit). Im Bereich des Osthafens entstand später auch ein Hafenbecken für das Wasser- und Schifffahrtsamt.
Die Fertigstellung des Main-Donau-Kanals im Jahre 1992 hatte für den Hafen Regensburg einschneidende Folgen wegen veränderter Verkehrsgeographie und Hinterlandverbindungen. Die bisherige Funktion des Hafens als Kopfhafen war verloren gegangen. So ist es nicht überraschend, dass die Umschlagmengen dieser Jahre einen Wendepunkt in der Geschichte des Regensburger Hafens markieren.
Durch den Main-Donau-Kanal eröffneten sich aber auch neue Chancen und Perspektiven. Direkte Verkehrsbeziehungen nach Westeuropa und zu den Nordseehäfen wie Rotterdam wurden möglich. Der Transportmarkt richtete sich aufgrund dieser Möglichkeiten völlig neu aus.
Heute werden rund 45 % des Gesamtaufkommens mit steigender Tendenz über die Kanalverbindung abgewickelt. Regensburg entwickelt sich immer mehr zu einer Relaisstation beim Übergang zwischen den technisch unterschiedlichen Flotten der Rhein- und Donauschifffahrt.

### 21. Jahrhundert: Modernisierung, Öffnung Osteuropas
Nach 1990 wurden die aus der Zeit der Jahrhundertwende stammenden Hafenbereiche den heutigen Anforderungen folgend modernisiert:
1995 wurde eine Ro-Ro-Anlage neu errichtet. Über sie können alle Transporte direkt, ohne weitere Umschlagsanlagen wie z. B. Kräne, von Land auf das Schiff (und umgekehrt) gefahren werden.
Ab 1997 wurden die Uferanlagen des Westhafen-Nordkai, einschließlich der Gleise, Abwasserkanäle, Stromversorgung und Betriebswege erneuert. Dabei wurde auch die Breite des Hafenbeckens auf einheitliche 73 m geändert. Die alten Krananlagen mit Tragfähigkeiten bis 5 t wurden durch zwei moderne Anlagen mit Tragfähigkeiten bis 45 t ersetzt.
2005 wurde ein neues Terminal für die Rollende Landstraße in Betrieb genommen. Die erste Verbindung führt ins 440 km entfernte Graz und kann die Straßen jährlich um 13.000 Lkw-Fahrten entlasten.
Ende 2006 wurde am Westhafen ein Containerterminal für den Umschlag von der Bahn auf die Straße in Betrieb genommen. Im sogenannten Nachtsprung ist der Regensburger Hafen damit viermal pro Woche mit Bremerhaven und fünfmal pro Woche mit dem Hamburger Überseehafen verbunden. Das Terminal soll mittelfristig für den trimodalen Umschlag (Bahn, LKW, Schiff) ausgebaut werden. Aufgrund der deutlich angestiegenen Lager- und Umschlagtätigkeit steht derzeit eine Erweiterung des Terminals unmittelbar bevor.
Im Frühjahr 2007 wurden die Modernisierungsmaßnahmen am Osthafen abgeschlossen und auf rund 600 m Kailänge neue Bahn- und Krangleise verlegt.
Zur verbesserten und vereinfachten Betriebsabwicklung wurde 2010 eine Teilelektrifizierung im Hafenbahnhof vorgenommen, welche die Abwicklung der Rollenden Landstraße mit elektrischen Lokomotiven ohne den bisher erforderlichen Traktionswechsel ermöglicht.

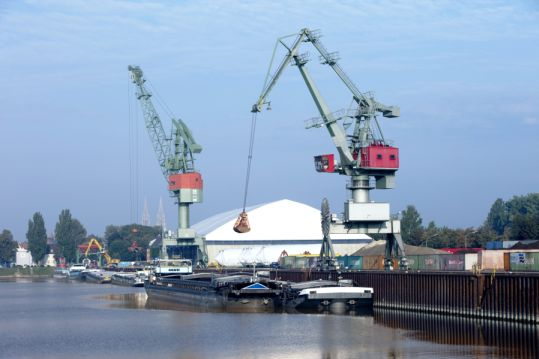
Westhafen in Regensburg

## Beschreibung
Der gewerbliche Güterumschlag wird hauptsächlich von bayernhafen betrieben. Der Regensburger Hafen bildet einen zentralen Knotenpunkt zwischen den aufstrebenden Wirtschaftsräumen in Süd-Osteuropa und den westeuropäischen Kerngebieten. Als Bestandteil des Güterverkehrszentrums Regensburg verknüpft er die Donau und den (Rhein)-Main-Donau-Kanal mit den Bundesautobahnen A3 und A93 sowie den Bahnstrecken nach Weiden/Hof, Landshut/München, Nürnberg, Ingolstadt und Leipzig.
Mit der Fertigstellung des Main-Donau-Kanals 1992 wurde der 3.500 km lange Rhein-Main-Donau-Wasserweg zwischen Nordsee und dem Schwarzen Meer wieder durchgängig schiffbar. Seither entwickelt sich Regensburg zur Relaisstation beim Flottenübergang zwischen Rhein- und Donauschifffahrt. Er ist der Hafen mit dem höchsten Schiffsgüterumschlag in Bayern.
2005 wurden knapp 3,5 Millionen Tonnen Schiffsgüter umgeschlagen. Bis 2015 haben sich die Umschlagmengen auf unter 1,6 Millionen mehr als halbiert.
90 Unternehmen aus Logistik, Produktion, Recycling, Versorgung und Dienstleistung nutzen den Hafen als Unternehmensstandort und induzieren rund 2.000 Arbeitsplätze in die Region. Der bayernhafen Regensburg selbst beschäftigt 51 Mitarbeiter im Umschlagbetrieb, der Instandhaltung und der Verwaltung.
Im Jahr 2016 hatte der Hafen Regensburg mit 1.349.470 t Schiffsgüterverkehr einen Anteil von 18,81 % des Schiffsgüterverkehrs in Bayern, der 2016 bei insgesamt 7.174.477 t lag.
Im Osthafen hat die Wasserschutzpolizei ihren Standort.

## Statistik

### Güterumschlag nach Verkehrsträgern im Hafen Regensburg
in tausend Tonnen
| Jahr | Schiff | Bahn  | LKW   | Gesamt |
| ---- | ------ | ----- | ----- | ------ |
| 2000 | 2.300  | 460   | 2.310 | 5.070  |
| 2001 | 2.161  | 485   | 2.735 | 5.381  |
| 2002 | 2.453  | 578   | 2.842 | 5.873  |
| 2003 | 3.194  | 756   | 2.731 | 6.681  |
| 2004 | 3.462  | 723   | 2.702 | 6.886  |
| 2005 | 3.470  | 661   | 2.935 | 7.066  |
| 2006 | 2.403  | 1.104 | 3.303 | 6.810  |
| 2007 | 2.278  | 1.543 | 3.518 | 7.339  |
| 2008 | 2.505  | 1.786 | 3.413 | 7.704  |
| 2009 | 1.873  | 1.627 | 3.187 | 6.687  |
| 2010 | 1.642  | 2.089 | 3.652 | 7.383  |
| 2011 | 1.495  | 2.180 | 3.921 | 7.596  |
| 2012 | 1.563  | 1.978 | 4.073 | 7.614  |
| 2013 | 1.645  | 1.816 | 4.541 | 8.002  |
| 2014 | 2.199  | 1.824 | 4.371 | 8.394  |
| 2015 | 1.649  | 1.983 | 4.373 | 8.005  |
| 2016 | 1.349  | 1.710 | 4.331 | 7.391  |
| 2017 | 1.501  |       |       |        |

Aus den o. g. Güterumschlagsmengen ergibt sich für 2016 als Anteil der jeweiligen Verkehrsträger (Modalsplit) für Schiffsverkehr 18,3 %, Bahn 23,1 % und ein LKW-Anteil von 58,6 %.

### Schiffsgüterverkehr nach Güterabteilung 2013
| Güterabteilung | Güter                                           | Empfang     | Versand   | Gesamt      | Anteil |
| -------------- | ----------------------------------------------- | ----------- | --------- | ----------- | ------ |
| 01             | Landwirtschaftliche und verwandte Erzeugnisse   | 152.585 t   | 256.966 t | 409.551 t   | 24,9 % |
| 02             | Kohle, rohes Erdöl und Erdgas                   | 5.527 t     | 3.946 t   | 9.473 t     | 0,6 %  |
| 03             | Erze, Steine und Erden                          | 168.763 t   | 103.061 t | 271.824 t   | 16,5 % |
| 04             | Nahrungs- und Genussmittel                      | 171.052 t   | 23.655 t  | 194.707 t   | 11,8 % |
| 06             | Holzwaren, Papier, Pappe, Druckerzeugnisse      | 2.678 t     | 432 t     | 3.110 t     | 0,2 %  |
| 07             | Kokerei und Mineralölerzeugnisse                | 248.457 t   | 3.035 t   | 251.492 t   | 15,3 % |
| 08             | Chemische Erzeugnisse                           | 126.110 t   | 20.952 t  | 147.062 t   | 8,9 %  |
| 09             | Sonstige Mineralerzeugnisse (Glas, Zement etc.) | 65.340 t    | 3.901 t   | 69.241 t    | 4,2 %  |
| 10             | Metalle u. Metallerzeugnisse                    | 130.215 t   | 18.969 t  | 149.184 t   | 9,1 %  |
| 14             | Sekundärrohstoffe, Abfälle                      | 130.506 t   |           | 130.506 t   | 7,9 %  |
| 16             | Geräte und Material für die Güterbef.           | 1.898 t     |           | 1.898 t     | 0,1 %  |
| 19             | Nicht identifiz. Güter; unbekannt               | 1.116 t     | 5.747 t   | 6.863 t     | 0,4 %  |
| insgesamt      |                                                 | 1.204.247 t | 440.664 t | 1.644.911 t | 100 %  |

## Infrastruktur
| Hafenbecken                                                                                         | 4                                                                    |
| Kailänge                                                                                            | 5.200 Meter                                                          |
| Gesamtgröße des Hafens                                                                              | ca. 175 ha (das entspricht einer Fläche von rund 246 Fußballfeldern) |
| Gleisnetz Hafenbahn                                                                                 | 36,2 km                                                              |
| Umschlaganlagen                                                                                     | Krane bis max. 80 t am Haken im Twinbetrieb                          |
| Schwergutplatte                                                                                     | 1                                                                    |
| Roll-on-Roll-off-Anlage                                                                             | 1                                                                    |
| Terminal für die Rollende Landstraße (RoLa)                                                         | 1                                                                    |
| Mineralölpumpanlagen                                                                                | 4                                                                    |
| Anlegestelle für Flusskreuzfahrtschiffe für bis zu 9 Kreuzfahrtschiffe mit einer Länge von je 110 m |                                                                      |

## Freizeit- und Personenschifffahrt
Die Personenschifffahrt benutzt weiterhin die Lände im Gebiet der Altstadt am Donau-Südarm als Anlegestelle, weil hier auch eine Anbindung an den ÖPNV vorhanden ist. Für die Passagiere von Flusskreuzfahrtschiffen ist diese Lände gut geeignet als Ausgangspunkt für Landgänge zur Altstadt.
Für kleine Wasserfahrzeuge bestehen zwei gesonderte Einrichtungen, nämlich erstens etliche Landungsstege im Süd-Arm bei Donaukilometer 2380 bis 2381 links und zweitens den geschützten Sportboothafen bei Sinzing (km 2387 links), nahe an der Mündung der Naab.